# Зелетін
Зелетін (рум. Zeletin) — село у повіті Бузеу в Румунії. Входить до складу комуни Кетіна.
Село розташоване на відстані 92 км на північ від Бухареста, 48 км на захід від Бузеу, 141 км на захід від Галаца, 65 км на південний схід від Брашова.

## Населення
За даними перепису населення 2002 року у селі проживали 215 осіб. Усі жителі села рідною мовою назвали румунську.
Національний склад населення села:
| Національність | Кількість осіб | Відсоток |
| -------------- | -------------- | -------- |
| цигани         | 188            | 87,4%    |
| румуни         | 27             | 12,6%    |